# Past za starše (film, 1998)
Past za starše (v izvirniku angleško The Parent Trap) je ameriško-britanska romantična komedija režiserke Nancy Meyers, ki je izšla leta 1998 v distribuciji Buena Vista Pictures. Scenarij, ki sta ga napisala režiserka in producent Charles Shyer, temelji na mladinskem romanu Dvojčici (Das doppelte Lottchen) nemškega pisatelja Ericha Kästnerja iz leta 1949. Vlogo obeh dvojčic je odigrala Lindsay Lohan, za katero je bil to igralski prvenec.

## Zgodba
Annie in Hallie sta enojajčni dvojčici. Njuna starša sta se kmalu po njunem rojstvu ločila; Annie je vzela njena mama, Hallie pa oče ter ju vzgajala vsak zase. Po 11 letih ter 9 mesecih se dvojčici po naključju srečata na poletnem taboru. Ko spoznata svoji pravi identiteti, se odločita, da bosta zamenjali mesti. Naslednjih pet tednov se učita, kako biti druga. Po taboru gre Annie k očetu, ki živi ob svojih vinogradih v Kaliforniji, Hallie pa odide k mami in njenemu služabniku Martinu v London. Kmalu že vsi vedo za njuno prevaro, le oče ne. Hallie se materi zlaže, da jo oče pričakuje v nekem hotelu, da se bosta zamenjali nazaj (oče ni imel pojma in je tja odšel s svojo zaročenko). Na koncu dvojčici uspešno prepričata očeta da se znebi zaročenke ter ponovno poskusi z njuno mamo.